# (1458) Mineura
(1458) Mineura est un astéroïde de la ceinture principale.

## Description
(1458) Mineura est un astéroïde de la ceinture principale. Il fut découvert le 1er septembre 1937 à Uccle par Fernand Rigaux. Il présente une orbite caractérisée par un demi-grand axe de 2,63 UA, une excentricité de 0,18 et une inclinaison de 12,5° par rapport à l'écliptique.

## Compléments